# Benedictus Bonivillius
Benedictus Erici Bonivillius, död 1698 i Godegårds församling, Östergötlands län, var en svensk präst.

## Biografi
Benedictus Bonivillius var son till kyrkoherden Ericus Andreae i Godegårds församling. Han prästvigdes 1649 till adjunkt i Godegårds församling och blev 1659 kyrkoherde i församlingen. Bonivillius avled 1698 och begravdes 25 maj samma år.

### Familj
Bonivillius var gift med Elin Matzdotter (död 1698). De fick tillsammans dottern Elisabeth Bonivillius som var gift med kyrkoherden Magnus Bornelius i Godegårds församling.